# ムーヴィング・サイドウォークス
ムービング・サイドウォークス（The Moving Sidewalks）は、1966年にテキサス州ヒューストンで結成されたアメリカの4人組サイケデリック・ブルース・ロック・バンド。いくつかのシングルとアルバムをリリースしたが、ベーシストのドン・サマーズとキーボーディストのトム・ムーアが徴兵され、バンドは解散。その後、ギタリストのビリー・ギボンズとドラマーのダン・ミッチェルがZZトップを結成。

## 概要
ギボンズは1960年代半ばにムーヴィング・サイドウォークスを結成し、ヒューストンの "ティーン・シーン "を中心に瞬く間に多くのファンを獲得した。彼らはいくつかのシングルと1枚のフル・アルバム『Flash』をレコーディングした。好評を生んだシングル「99th Floor」、をリリースし、ヒューストンで6週間チャート1位を記録した。このシングルの成功により、彼らはワンド・レコードと契約し、同レコードからリリースされた 「Need Me」もバンドのトップ10ヒットとなった。ジミ・ヘンドリックスやドアーズなど、多くのロック・ツアーのオープニングを任された。
トム・ムーアとドン・サマーズが米軍に徴兵された後、ギボンズとミッチェルはラニアー・グレイグを加え、オリジナルのZZトップを結成した。

## 歴史
カリフォルニア州ハリウッドにあるワーナー・ブラザースのアート・スクールに通いながら、ギボンズはセインツ、ビリー・G＆ザ・ブルーフレイムス、コーチメンといった最初のバンドに参加した。1967年になると、ギボンズはヒューストンに戻り、友人でミュージシャン仲間のロッキー・エリクソンと13thフロア・エレベーターズにインスパイアされたコンセプトで、芸術的なデザインのバンドを結成した。「ムービング・サイドウォークス」というバンド名が決まり、その直後に「99th Floor」をレコーディングした。この頃、ギボンズはジミ・ヘンドリックスと親交を深めていた。TV番組の『ディック・キャヴェット・ショー』にゲスト出演したヘンドリックスは、自分が最も偉大なギタリストであるという仄めかしをはぐらかした。しかし、ヘンドリックスはギボンズを最高のギタリストだと考えており、インタビューでそう答えたという俗説が流布しているが、そのようなインタビューは見つかっていない。
ムーヴィング・サイドウォークスは、13thフロア・エレヴェイターズとともに、アレンズ・ランディングにあった短命ながらもヒューストンのサイケデリックなライブハウス、ラブ・ストリート・ライト・サーカスに出演し続けた。ある夜、エレベーターズのセットはヒューストン警察によって中断され、リード・シンガーのエリクソンはマリファナ所持で逮捕された。
2013年1月、ギボンズはムーヴィング・サイドウォークスがオリジナル・メンバー全員と再結成し、2013年3月30日にニューヨークのB.B.キングズ・ブルース・クラブでライヴを行うことを発表した。この公演がソールドアウトして以来、単独公演の発表にもかかわらず、バンドは2013年5月1日にオースティン・サイケ・フェストの公式ヘッドライナーとして、2013年9月28日にはヒューストンでデッドウッド・ボールのディアコンズのチャリティ・ガラで演奏した。

## ディスコグラフィー

### アルバム
- Flash (1969) Tantara TS 6919. The original release. Produced by manager Steve Ames.
- 99th Floor (1982) Eva 12002. Reissue of the Tantara album plus the five tracks that were issued on singles only.
- Flash (2000) Akarma AK 117. Another reissue of the Tantara album with the five singles tracks.
- The Pre-ZZ Houston Roots (2004) Lone Star LSR 19629. A compilation of material by the Moving Sidewalks, including six unreleased tracks; 21 songs total.
- The Roots Of ZZ Top (2010) Fuel 61820. A compilation of seven Moving Sidewalks songs, four Warlocks songs, seven American Blues songs; all tracks previously released on various singles and albums.
- The Complete Collection (2012) Rockbeat ROC 3018. A compilation of material by the Moving Sidewalks, including six unreleased tracks; also includes demo material by Billy Gibbons' first band, the Coachmen; 26 songs total.

### シングル
- "99th Floor" / "What Are You Going To Do" (1967) Tantara 3101; reissued as Wand 1156
- "Need Me" / "Every Night A New Surprise" (1967) Wand 1167
- "I Want To Hold Your Hand" / "Joe Blues" (1968) Tantara 3108
- "Flashback" (4:15 - radio edit) / "No Good To Cry" (3:08 - radio edit) (1969) Tantara 3113